# Sphaerostephanos benoiteanus
Sphaerostephanos benoiteanus là một loài dương xỉ thuộc họ Thelypteridaceae.